# Internationales Springer-Meeting Cottbus
Internationales Springer-Meeting (kurz: Springer-Meeting) ist der Name eines Hoch- und Stabhochsprung-Meetings, das seit 2003 jährlich in der Regel im Januar in der Lausitz-Arena in Cottbus ausgetragen wird. Die Wettkämpfe finden im Stabhochsprung der Männer und im Hochsprung der Frauen statt. Es zählt seit Jahren zu den Top 5 der weltweiten Hallenmeetings in diesem Format. Die Organisation unterliegt dem Organisationsteam um Meetingdirektor Ulrich Hobeck, welches auch das Internationale Lausitzer Leichtathletik-Meeting in Cottbus veranstaltete. Das Springer-Meeting stellt für viele Sportlerinnen und Sportler den ersten internationalen Wettkampf zu Beginn des Jahres dar.

## Siegerliste
| Jahr | Stabhochsprung Männer   | Höhe (m) | Hochsprung Frauen  | Höhe (m) |
| ---- | ----------------------- | -------- | ------------------ | -------- |
| 2017 | Piotr Lisek             | 5,92     | Airinė Palšytė     | 1,95     |
| 2016 | Shawnacy Barber         | 5,77     | Airinė Palšytė     | 1,97     |
| 2015 | Alexander Gripitsch     | 5,70     | Kamila Lićwinko    | 2,00     |
| 2014 | Björn Otto              | 5,60     | Ruth Beitia        | 1,98     |
| 2013 | Björn Otto              | 5,90     | Irina Gordejewa    | 1,90     |
| 2012 | Konstandinos Filippidis | 5,72     | Swetlana Schkolina | 1,96     |
| 2011 | Renaud Lavillenie       | 5,85     | Swetlana Schkolina | 1,96     |
| 2010 | Alexander Gripitsch     | 5,70     | Marina Aitowa      | 1,94     |
| 2009 | Steven Lewis            | 5,65     | Irina Gordejewa    | 2,01     |
| 2008 | Jeff Hartwig            | 5,65     | Marina Aitova      | 1,96     |
| 2007 | Danny Ecker             | 5,82     | Ruth Beitia        | 1,96     |
| 2006 | Tim Lobinger            | 5,80     | Wita Stjopina      | 1,97     |
| 2005 | Denys Jurtschenko       | 5,80     | Wita Stjopina      | 1,95     |
| 2004 | Björn Otto              | 5,70     | Anna Ksok          | 1,91     |
| 2003 | Björn Otto              | 5,70     | Tatjana Jefimenko  | 1,91     |